# 386 Siegena
386 Siegena là một tiểu hành tinh rất lớn ở vành đai chính. Nó được xếp loại tiểu hành tinh kiểu C, có bề mặt tối, và có lẽ có thành phần cấu tạo bằng vật liệu cacbonat nguyên thủy.
Tiểu hành tinh này do Max Wolf phát hiện ngày 1.3.1894 ở Heidelberg và được đặt theo tên thành phố Siegen của Đức.